# Olga Nethersole
Olga Isabella Nethersole (Londra, 18 gennaio 1867 – Bournemouth, 9 gennaio 1951) è stata un'attrice, direttrice teatrale e regista inglese.

## Biografia

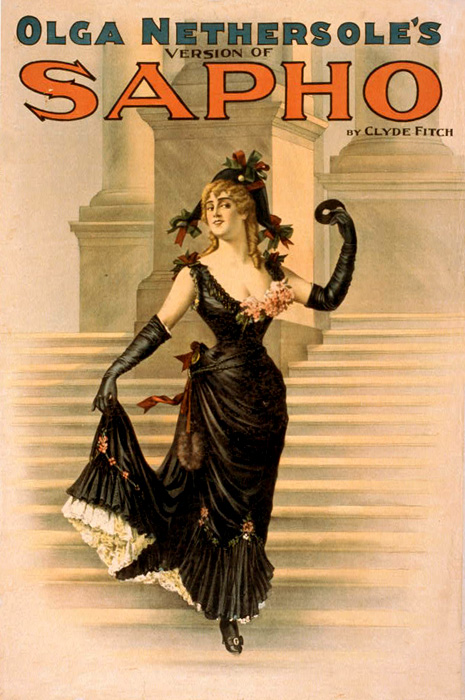
Poster di Saffo, New York, 1900

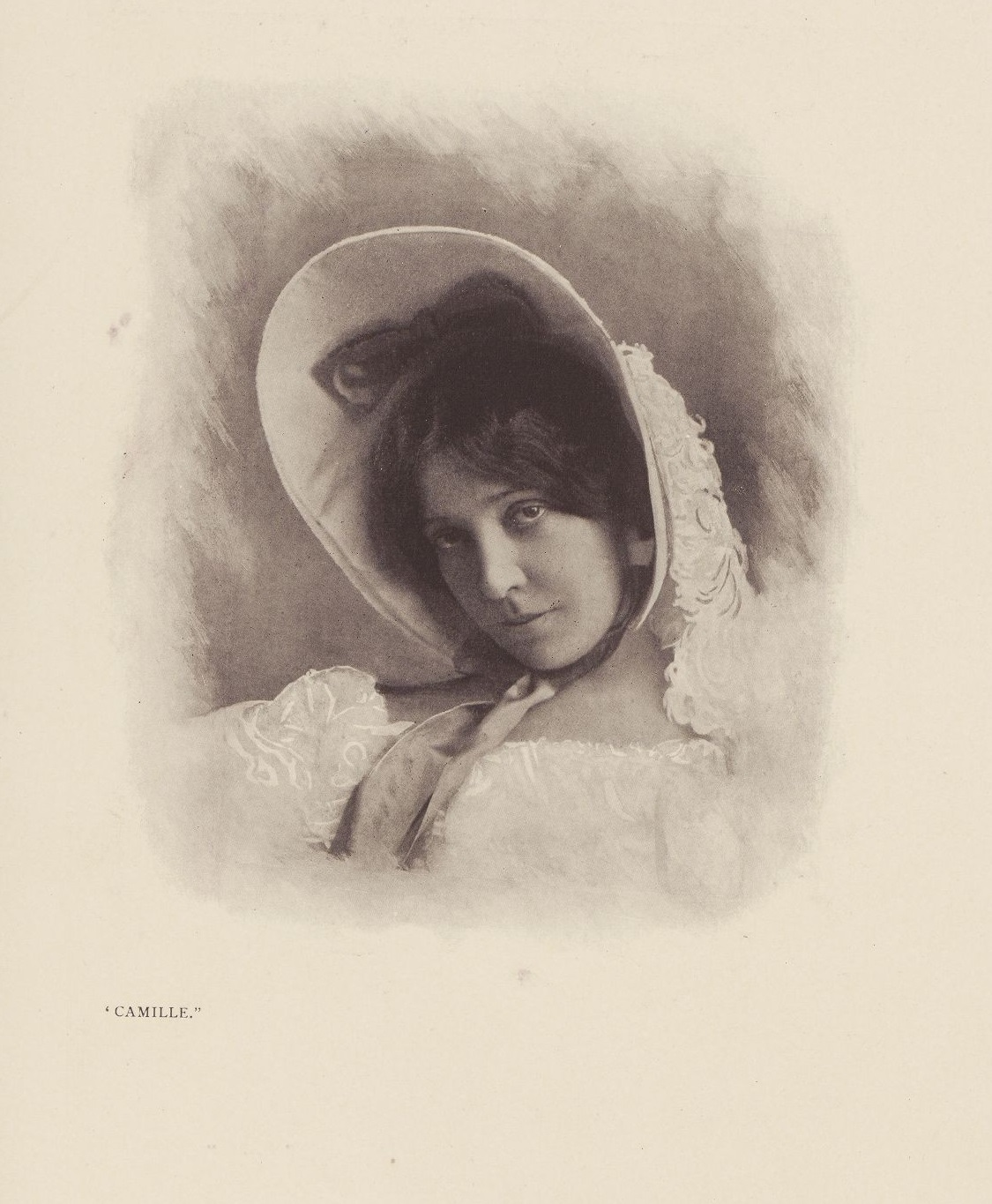
Olga Nethersole nel ruolo di Camille, 1900

Olga Nethersole nacque a Londra il 1870, in una famiglia
umile, da una madre di origine spagnola.
La sua carriera, dai suoi inizi alla sua ascesa e al suo successo, si basarono sulla sua forza di volontà e sulla sua determinazione.
Debuttò al Theatre Royal di Brighton nel 1887, dal 1888 recitò, diretta da Rutland Barrington, nella commedia Dean's Daughter, e da John Gare al Garrick Theatre di Londra.
Nel 1893 diventò direttrice del Royal Court Theatre. Grazie alle sue capacità recitative sia a quelle direttive
riscosse un grande e clamoroso successo tanto da attirare qualche critica, soprattutto per la sua anticonvenzionalità.
La Nethersole oltre a recitare con efficacia il repertorio contemporaneo romantico e naturalistico, da Victorien Sardou a Hermann Sudermann, da Alexandre Dumas a Arthur Wing Pinero, svolse anche il ruolo di regista e talvolta scrisse le sceneggiature come nella produzione di Saffo e nel suo precedente successo Carmen.
Lewis Strang scrisse in Famous Actresses che fece il suo debutto americano al Palmer's Theatre di New York, il 15 ottobre 1894 e successivamente effettuò un tour nel paese ottenendo un grande successo.
Recitò nei ruoli di Marguerite Gauthier in Camille, di Gilberte in Frou-Frou e Giulietta in Romeo e Giulietta.
The Transgressor di A. W. Gattie, in cui la Nethersole debuttò in America, era un dramma "problematico", e in esso le opportunità dell'attrice di mostrare le sue capacità recitative erano un po' limitate.
Successivamente la Nethersole riscosse il suo più grande successo nella prima stagione in Camille, un'interpretazione intensamente realistica, profondamente emotiva e appassionata.
A New York il 5 febbraio 1900 venne rappresentata    Saffo, una commedia di Clyde Fitch al Wallack's Theatre di Broadway, ma dopo poche repliche la Nethersole fu arrestata a causa di una scena considerata indecente da un giornalista. L'attrice venne assolta e l'intera questione fece da cassa di risonanza e incrementò enormemente la popolarità dell'attrice.
La sua recitazione si caratterizzò per una intensa emotività, che costituì la base per interpretazioni basate su una grande forza.
L'attrice e critica teatrale americana Amy Leslie descrisse così le interpretazioni della Nethersole:
«Piange lacrime e sospiri veri! Sospiri insondabili, le sue dita tremano, le palpebre sbattono e le labbra si contraggono con una simpatia muscolare sotto il tocco dell'emozione...I suoi gesti sono sempre seducenti...come il fumare una sigaretta, il soffiarsi il naso voltando le spalle al pubblico, quando striscia sulle mani o sulle ginocchia, o quando mostra i piedi nudi, o in scene di morte raccapriccianti e svenimenti».
La Leslie affermò che solo dopo qualche ora dalla performance la Nethersole era in grado di riprendersi dalla sua "isteria drammatica", dovuta alla sua recitazione.
Durante la prima guerra mondiale Olga Nethersole diventò infermiera e curò a Londra i feriti di guerra. Fondò successivamente la People's League of Health ricevendo per questo suo impegno sociale l'Ordine della Croce rossa reale nel 1920 e nel 1936 ricevette la nomina di membro dell'Ordine dell'Impero Britannico.